# مارك ميريل
مارك ميريل (بالإنجليزية: Mark Merrill)‏ هو لاعب كرة قدم أمريكية أمريكي، ولد في 5 مايو 1955، وتوفي في 12 أبريل 2018.